# 97582 Hijikawa
97582 Hijikawa este un asteroid din centura principală de asteroizi.

## Descriere
97582 Hijikawa este un asteroid din centura principală de asteroizi. A fost descoperit pe 6 martie 2000 la Kuma Kogen de Akimasa Nakamura. Asteroidul prezintă o orbită caracterizată de o semiaxă mare de 3,16 ua, o excentricitate de 0,17 și o înclinație de 1,1° în raport cu ecliptica.